# إبراهيم باباي
إبراهيم باباي (1937 - 2003) مخرج سينمائي من تونس. أصيل مدينة مساكن، ولد بباجة كان أبوه قاضيا عليها وتربى فيها مدة قبل أن يتحول مع عائلته إلى تونس العاصمة ويستقر بها. تعلّم فنّ الإخراج السنمائي بمعهد الدراسات السينمائية في باريس. كان إبراهيم باباي أول مدير للتصوير في التلفزة التونسية منذ 1965. يعتبر إبراهيم باباي من روّاد العمل السنمائي التّونسي بإخراجه شريطين في أوائل السّبعينات، كما ساهم في القفزة السنمائية الواقعة في التّسعينات فأنتج شريطا آخر متميّزا. تميزت أفلامه بنزعة تقدمية ترجمت قناعة المخرج بأهمية اضطلاع سينما الدول النامية بدور الناقد الاجتماعي.

## أشرطته السينمائية الطويلة
- وغدا 1971: تناول فيه بجرأة مواضيع تهم الرّيف والنّزوح والأرض. والنّص للروائي التّونسي المعروف عبد القادر بن الشيخ ويحمل عنوان«ونصيبي من الأفق».
- انتصار شعب 1974: تناول فيه مظاهر من الحركة الوطنية في الخمسينات.
- ليلة السنوات العشر 1990: تناول فيه جانبا آخر من الحركة الوطنيّة في الخمسينات. والنّص للأديب التّونسي محمد صالح الجابري.
- أوديسة وقد تم عرضه لأول مرة في الدورة 39 من مهرجان قرطاج سنة 2003.

توفي إبراهيم باباي في الثامن من شهر ديسمبر 2003 بمدينة تونس ودفن بها.
1. ↑  "معلومات عن إبراهيم باباي على موقع africultures.com". africultures.com. مؤرشف من الأصل في 2020-08-11.

- منير الفلاح، «السنما التونسية من الألف إلى الياء»، مجلة الحياة الثقافية، عدد78، سنة 1996، ص44.
- فيما يتعلق فيلم وغدا خصصت الجرائد التّونسية العمل والصباح ولاكسيون ولابراس أحاديث متنوّعة عن هذا الفلم منذ 23 أفريل و8ماي1972، كما خصصت مجلة إيبلا مقالا حول هذا الفلم في عددها 35/129 بتاريخ 1سبتمبر1972، ص173-174. وجاء ذكره أيضا في مقال:

Hennebelle Monique, La nouvelle vague du cinéma tunisien, Afrique littéraire et artistique, n.25, oct.1972,p68-72.
- منير رويس: صفحات من تاريخ مساكن.